# Fimbristylis phaeoleuca
Fimbristylis phaeoleuca är en halvgräsart som beskrevs av Stanley Thatcher Blake. Fimbristylis phaeoleuca ingår i släktet Fimbristylis och familjen halvgräs. Inga underarter finns listade i Catalogue of Life.